# 帕連基山
48°35′46.6″N 23°54′44″E / 48.596278°N 23.91222°E

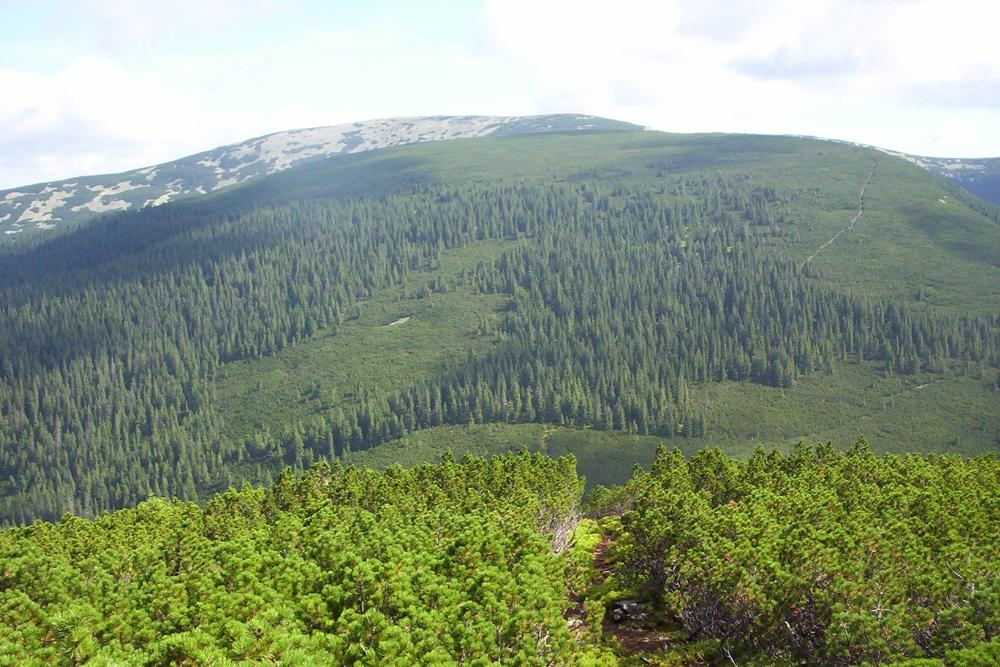

帕連基山（烏克蘭語：Паренки）是烏克蘭西部的山峰，屬於烏克蘭喀爾巴阡山脈中戈爾加內山脈的一部分。該山峰處於伊萬諾-弗蘭科夫斯克州的卡盧什區，海拔高度1,735米。